# Egon Schidan
Egon Schidan (ur. 16 sierpnia 1930 w Düsseldorfie, zm. 7 sierpnia 2002) – niemiecki pięściarz. Reprezentant kraju podczas igrzysk olimpijskich w 1952 w Helsinkach.
Na igrzyskach w Helsinkach wystąpił w turnieju wagi koguciej. W pierwszej rundzie miał wolny los, w drugiej przegrał z Daveyem Moore’em ze Stanów Zjednoczonych.